# Jane Harper
Jane Harper (Manchester, 1980) è una scrittrice australiana d'origine britannica.

## Biografia
Nata a Manchester nel 1980, si è trasferita con la famiglia in Australia a otto anni.
Dopo aver vissuto otto anni a Boronia, sobborgo di Melbourne, ottenendo la cittadinanza australiana, è tornata nel Regno Unito, a Hampshire, e ha compiuto gli studi di storia e inglese all'Università del Kent.
Ha esordito nella narrativa nel 2016 con il thriller Chi è senza peccato ottenendo numerosi riconoscimenti tra i quali il Gold Dagger l'anno successivo.
Giornalista per tredici anni in Australia e Inghilterra, vive e lavora a Melbourne.

## Romanzi

### Serie dell’agente federale Aaron Falk
- Chi è senza peccato (The Dry, 2016), Milano, Bompiani, 2017 traduzione di Lorenzo Matteoli ISBN 978-88-452-8343-7.
- La forza della natura (Force of Nature, 2017), Milano, Bompiani, 2018 traduzione di Claudia Valentini ISBN 978-88-452-9779-3.
- L'uomo perduto (The Lost Man, 2018), Milano, Bompiani, 2020 traduzione di Claudia Valentini ISBN 978-88-301-0025-1.
- Dopo questo esilio (Exiles, 2022), Milano, Bompiani, 2023, traduzione di Tommaso Varvello ISBN 978-88-301-1883-6.

### Altri romanzi
- Ombre nell'acqua (The Survivors, 2020), Milano, Bompiani, 2021, traduzione di Tommaso Varvello ISBN 978-88-301-0542-3.

## Filmografia

### Produttrice
- Chi è senza peccato - The Dry (The Dry), regia di Robert Connolly (2020)
- Force of Nature: The Dry 2, regia di Robert Connolly (2024)
- Ombre nell'acqua (The Survivors), regia di Cherie Nowlan e Ben C. Lucas – miniserie TV (2025)

## Premi e riconoscimenti
- Gold Dagger: 2017 per Chi è senza peccato
- Ned Kelly Award per il miglior romanzo d'esordio: 2017 per Chi è senza peccato
- Premio Barry per il miglior romanzo d'esordio: 2018 per Chi è senza peccato
- Martin Beck Award: 2019 per L'uomo perduto
- Ned Kelly Award per il miglior romanzo: 2019 per L'uomo perduto

- Premio Barry per il miglior romanzo: 2020 per L'uomo perduto